# Hugo Suárez
Hugo Suárez Vaca (ur. 7 lutego 1982 w Santa Cruz) – boliwijski piłkarz grający na pozycji bramkarza.

## Kariera klubowa
Suárez jest wychowankiem akademii Tahuichi, z której trafił w 2001 roku do Realu Santa Cruz. Tam nie potrafił sobie jednak wywalczyć miejsca w podstawowym składzie, dlatego już po roku pozostał bez pracy. Rękę do 22-letniego golkipera wyciągnął popularny boliwijski zespół Club Jorge Wilstermann. W tej drużynie wreszcie zaczął grać w wyjściowej jedenastce. W 2008 roku został wypożyczony do Realu Potosí, a w 2010 został piłkarzem Oriente Petrolero.

## Kariera reprezentacyjna
W 2001 roku był członkiem reprezentacji Boliwii U-20. Podczas występów w Club Jorge Wilstermann został powołany do dorosłej kadry. Ma za sobą 3 występy w eliminacjach do MŚ 2010. Kwalifikacje te nie były udane dla Boliwii, gdyż zajęła ona przedostatnie miejsce w grupie, wyprzedzając tylko Peru.